# John Moores

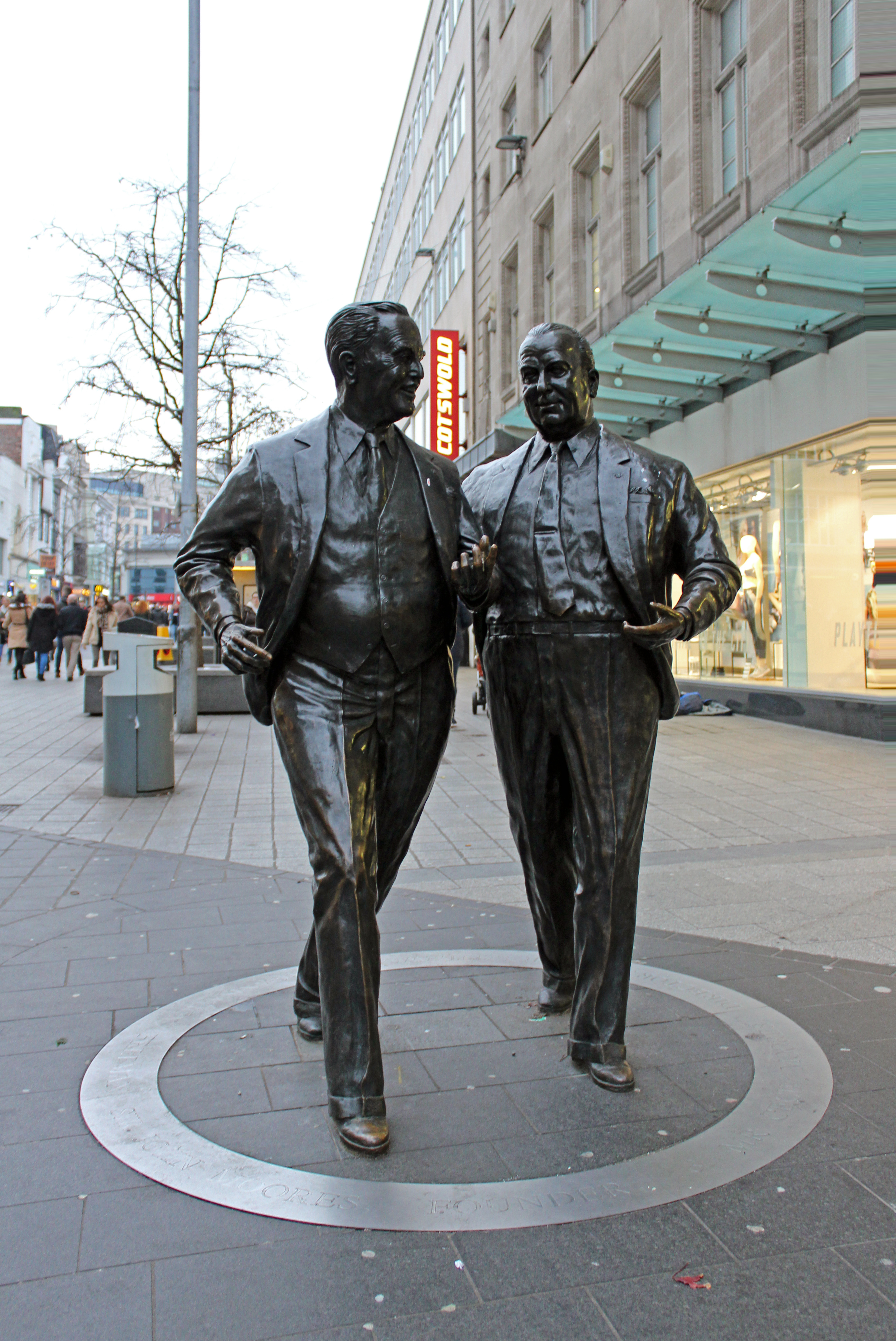
Statue der Brüder John und Cecil Moores in Liverpool

Sir John Moores, CBE  (* 25. Januar 1896 in Barton-upon-Irwell, Lancashire; † 25. September 1993 in Formby, Liverpool) war ein britischer Unternehmer und Philanthrop.
Moores wurde als zweites von acht Kindern des Maurers John William Moores (1871–1919) geboren. 1909 verließ er die Schule und arbeitete zunächst als Bote im Postamt von Manchester, wo er nach einer Auseinandersetzung mit seinem Vorgesetzten entlassen wurde. Kurz darauf erhielt er einen Platz in einem Telegrafiekurs der Post und wurde 1912 von der Commercial Cable Company eingestellt.
Im Ersten Weltkrieg diente er ab 1917 als Funker in der britischen Marine. 
1923 gründete Moores gemeinsam mit zwei Arbeitskollegen, Colin Askham (geboren als Colin Littlewood) und Bill Hughes, ein Unternehmen für Fußballwetten. Da die Commercial Cable Company keine Nebenbeschäftigungen von Angestellten zuließ, benannten sie ihre Gesellschaft nach Askhams Geburtsnamen Littlewood Football Pool.
Nachdem der Erfolg zunächst ausblieb  zahlte Moores seine Mitgesellschafter 1925 aus und führte das Unternehmen allein weiter. 1928 erdachte sein jüngerer Bruder Cecil ein System zur Verhinderung von Betrug. In den folgenden Jahren wurde Moores mit dem Wettgeschäft wohlhabend.
1932 investierte er seine Gewinne in einen Versandhandel (Littlewoods Mail Order Store). 1937 folgte das erste Kaufhaus der Littlewoods-Kette in Blackpool. Bis 1939 gab es im Vereinigten Königreich 25 Filialen, 1952 waren es bereits über 50. 
1982 zog Moores sich im Alter von 86 Jahren als Geschäftsführer aus dem Familienunternehmen zurück, das zu diesem Zeitpunkt das größte Privatunternehmen Europas war.
1957 stiftete Moore den John Moores Painting Prize, der an britische Maler vergeben wird. 1964 gründete er die Wohltätigkeitsstiftung John Moores Foundation.
Moores war verheiratet und hatte vier Kinder.
2002 verkauften seine Nachkommen Littlewoods an die britischen Unternehmer David und Frederick Barclay. 

## Ehrungen
1970 wurde Moores zum Freeman of the City Liverpools und 1972 zum Commander of the British Empire ernannt, im Juni 1980 zum Knight Bachelor geschlagen. 
1992 erhielt unter anderem Liverpools Technische Hochschule (Liverpool Polytechnic) Universitätsstatus und wurde in Liverpool John Moores University umbenannt.